# Георги Джилянов
Георги Атанасов Джилянов e български драматург, композитор, писател и оперен бас. Член е на „Менса“.

## Биография
Роден е на 18 февруари 1959 г. в гр. Балчик. Основното си образование завършва в с. Гурково, Община Балчик. Средно образование завършва в Техникума по механотехника във Варна. Като ученик активно участва в самодейните състави към Читалище „Свобода – 1897“ в родното си село.
През 1980 г. е приет в специалност „Философия“ на Софийския университет „Св. Климент Охридски“, която завършва през 1986 г. По време на следването си започва да сътрудничи със свои материали и статии във в. „Трезвеност“, в „Студентска трибуна“, в. „Горско дело“, в. „Култура“, списание „Сержант“ и Младежката редакция на Българското национално радио. Като студент започва да пее в Състава за старинна музика „Св. Климент Охридски“ към Клуба за естетическо възпитание на Софийския университет. Това го насочва към уроци по оперно пеене. Учи при вокалните педагози Радка Гаева, Сабин Марков и Александрина Милчева, където развива басовия си глас, определян като централен бас от вокалния диапазон.
През 1987 г. е приет в ансамбъла на Българската народната армия, където пее до 1993 г., когато е приет в Българската хорова капела „Светослав Обретенов“. Един сезон пее в Камерната опера в Благоевград и като попълнение в Женевската опера, Швейцария, след което се включва в концертни турнета на ансамбъла „Големите български гласове“. От 1997 г. се включва в популярната в Западна Европа група Die Schwarzmeer Kosaken – „Черноморските казаци“. Групата е носител на „Златна плоча“ в Австрия и Холандия. С нея концертира в продължение на девет години, като групата изнася концерти в Германия, Холандия, Австрия, Белгия, Люксембург, Чехия, Италия и Швейцария.
От 2011 г. е артист в трупата на Музикалния театър „Стефан Македонски“. Още с първата си куклена пиеса „Фата моргана“ печели конкурса „Дора Габе“, проведен през 1990 г. в гр. Добрич. През 2007 г. печели наградата за оригинален текст за пиесата „Облачето“, а през 2015 г. наградата за драматизация за пиесата „Малкият принц от последния етаж“. И двете награди са от единствения останал конкурс за куклени пиеси в България – Националният куклено-театрален фестивал „Михаил Лъкатник“, провеждан в гр. Ямбол. Пиесите на Георги Джилянов са играни у нас и в чужбина.
През 1990 г. започва да пише песни за деца, като е едновременно автор на текста и музиката им. Неговите произведения са включени веднага в плейлистата на Българското национално радио. Първият му албум „Добринá“ излиза през 1999 г., вторият албум „Ваканция“ е издаден през 2009 г., а третият „Песни за музикалните инструменти“ излиза през 2021 г. Работи с аранжорите Пепи Писарски, Виктор Боянов, Георги Цветков и Павел Васев, както и в тясно сътрудничество с поетесата Ангелина Жекова. За песента „Кокетка“, станала изключително популярна сред най-младата аудитория, получава Наградата на детската публика на Националния конкурс за детска песен „Сладкопойна чучулига“, проведен в Бургас през 1997 г.. На същия конкурс през 2007 г. получава две награди за песента „Водолаз“ – на детската публика и на педагогическото жури. Песните за деца на Георги Джилянов са включени в редица учебници и учебни помагала за детските градини и началния училищен курс.
През 2010 г., на международния фестивал „Море и спомени“, проведен във Варна, песента му „Спомен за Балчик“ получава трета награда. Поетичните изяви на Георги Джилянов започват сравнително късно. През 2007 г. печели първа награда на поетичния конкурс „Поколенията за Ботев“ – Козлодуй. Същата година взема втора награда на конкурса за поезия „Жени и вино, вино и жени“. Следва трета награда от конкурса „Море от вино“ – Поморие и поощрителна награда от конкурса „Любовта е пиянство“ – Силистра.
На националния конкурс за поезия за деца „Марин Дринов“, проведен през 2013 г. в Панагюрище получава поощрителна награда.
Георги Джилянов има издадени шест книги: „Алкохол и престъпност“ (1988), „Духът на равнината“ (2007), „Родът Джилянови“ (2011), „Арон Аронов – тенорът“ (2016), сборникът с разкази „С фрак и потури“ (2017) и романът „Константинополският кодекс“ (2020).
Озвучил е ролята на Банго Васил в едноименния анимационен филм на режисьора Милен Витанов, спечелил голямата награда на фестивала за късометражни филми в гр. Балчик. През 2022 г. издава аудио-видео стихосбирката си „Прошепнато“, която е качена на видеоканала на Читалище „Свобода – 1897“ в родното му село Гурково, на което е почетен член. Стихосбирката е в две части и свободно достъпна, с некомерсиална цел. В навечерието на Коледа през 2022 г. авторът представя своята стихосбирка и космополитната си личност в пространно интервю за Програма „Хоризонт“ на Българското национално радио като специален гост на нощния ефир.

## Издания

### Книги
- Джилянов, Георги. Духът на равнината.   Добрич, ЕТ Рекламконтакт 60, 2007. с. 143.
- Джилянов, Георги. Арон Аронов: Тенорът.   София, Аркаим, 2016. с. 206.
- Джилянов, Георги. С фрак и потури.   София, Изкуство, 2017. с. 160.
- Джилянов, Георги. Константинополският кодекс.   София, Изкуства, 2020. ISBN 9786197243918. с. 408.

### Музикални албуми
- Добринá (1999)
- Ваканция (2009)
- Песни за музикалните инструменти (2021)[6][7]
  - Акордеон
  - Барабан
  - Гайда
  - Кавал

### Видеография
- Банго Васил (2016) – анимационен филм, 8'30 мин. България/Германия. Режисьори: Милен Витанов, Вера Траянова. В ролите: Ати – Донка Емилова, Емил – Мартин Чочев, Банго Васил – Георги Джилянов, Гарга – Методи Лицев, Озвучаване: Венсан Мазнамян, Музика: Иво Папазов – Ибряма.[4]